# 한멕 우정병원
한멕 우정병원(스페인어: Hospital de la Amistad Corea-México)은 멕시코 유카탄주 메리다에 위치한 병원이다.

## 역사
2005년 7월 6일에 한인 멕시코 입국 100주년을 기념해 건립되었다. 멕시코 정부는 병원 건설을 위해 토지를 제공했으며, 대한민국 정부는 병원 건설에 약 100만 달러를 투자했다. 이후 병원은 대한민국 정부로부터 수십만 달러의 기부금 과 장비를 계속해서 지원 받았다.

## 같이 보기
- 재멕시코 한국인
- 멕시코 한인 이민 100주년 기념탑